# 地球ゴージャス
地球ゴージャス（ちきゅうゴージャス）は、アミューズ所属の俳優の岸谷五朗と寺脇康文による日本の演劇ユニット。1994年の結成以降、1〜2年ごとにプロデュース公演を上演している。

## 概要
三宅裕司が主宰する劇団スーパーエキセントリックシアター（SET）の劇団員で、コントユニット・SET隊を結成するなど親交のあった岸谷五朗と寺脇康文が、1994年に劇団を退団した後に結成。「劇団」という形はとらず、岸谷と寺脇以外のメンバーは固定せずにゲストを迎えて公演する「プロデュース公演」というスタイルをとっている。
名前の由来については「地球の人達の気持ちを豊かに、ゴージャスにするんだっていうことで『地球ゴージャス』というちょっとふざけた（名前にした）」と寺脇は話しており、『地球』としたのは「"大風呂敷広げようよ”ってこと」だという。2人は性格は違うが、価値観が一緒だからこそ仲良いと話している。今でも「五朗ちゃん」、「寺ちゃん」と呼び合い、よく酒を飲みにいく仲で、公演中は部屋を移動してまで楽屋を一緒に使っている。
岸谷はすべての作品において演出を手掛け、Vol.4『さくらのうた』からは脚本も手掛けている。岸谷と寺脇が共に所属するアミューズが公演の企画・製作・主催に携わっている。

## メンバー
- 岸谷 五朗（きしたに ごろう、1964年9月27日（60歳） - 、東京都武蔵野市出身）
- 寺脇 康文（てらわき やすふみ、1962年2月25日（63歳） - 、岐阜県羽島市出身）

## 公演歴

### 1995年～2005年
- LIVE UFO'95 ANNEX『瓶詰の地獄 〜いつまでもたえることなくともだちでいよう〜』（1995年）
映像が残っておらず、過去の公演のダイジェスト映像でも写真のみで紹介され、テレビでは紹介そのものが省略される事もある。
  - 共演：黒谷友香、大寶智子、石塚英彦 ほか
  - 作：成田はじめ
  - 主催：フジテレビ・産経新聞・ニッポン放送
  - 企画制作：アミューズ・LIVE UFO運営堂

- キリン午後の紅茶スペシャル『紙のドレスを燃やす夜―香港大夜総会―』（1997年）
岸谷・香取慎吾主演映画『香港大夜総会 タッチ&マギー』のサイドストーリー。
  - 共演：小泉今日子、袴田吉彦、渡辺哲 ほか
  - 原案・脚本：一色伸幸
  - 主催・企画制作：日本テレビ・アミューズ
  - 協賛：ディレクTV
  - 特別協賛：キリンビバレッジ
  - 提携：Bunkamura

- 企画ユニット地球ゴージャスプロデュース公演VOL.3『地図にない街―DOHENEKE HEKISHIN(ドヘネケヘキシン)―』（1999年）[3]
岸谷・寺脇のスーパー・エキセントリック・シアター時代の作品「ドヘネケヘキシン」のリメイク。
  - 共演：山本未來、純名里沙（現・純名りさ）、山西道広 ほか
  - 原案・作：藤永貴司
  - 主催・企画制作：アミューズ

- 企画ユニット地球ゴージャスプロデュースVOL.4『さくらのうた 〜幻の夏…忘れ去られた小さな心たちへのレクイエム〜』（2000年）[3]
初の岸谷・寺脇共作。
  - 共演：石田ひかり、純名里沙（現・純名りさ） ほか
  - 主催：フジテレビ
  - 企画・製作：アミューズ

- 企画ユニット地球ゴージャスプロデュースVOL.6『クインテット』（2001年）[3]
5人だけの出演者による小劇場公演。初のオムニバス構成。
  - 共演：戸田恵子、中村綾、加藤貴子
  - 脚本 ：鄭義信、舘川範雄、岸谷五朗、寺脇康文

- 企画ユニット地球ゴージャスプロデュースVOL.6『カルテ』（2002年）[3]
本作以降、脚本は岸谷が手がけている。
  - 共演：高島礼子、西村雅彦、山西道広、入絵加奈子、能見達也、岡千絵 ほか
  - 主催：関西テレビ・FM802
  - 協賛：住友生命保険
  - 制作協力：松竹
  - 企画制作：アミューズ

- 企画ユニット地球ゴージャスプロデュースVOL.7『クラウディア』（2004年）
岸谷・寺脇と同じくアミューズ所属のサザンオールスターズの桑田佳祐の楽曲によるミュージカル。主題歌はサザンオールスターズ「FRIENDS」。本田美奈子.が最後に出演した舞台となった。
  - 共演：本田美奈子.、YU-KI（TRF）、風間俊介 ほか
  - 主題歌：サザンオールスターズ（「FRIENDS」）
  - 衣裳デザイン: 山本寛斎
  - 製作: 松竹・アミューズ

- 企画ユニット地球ゴージャス10周年記念アンコール『クラウディア』（2005年）
本田が病気により降板、工藤夕貴が代役を務めた。
  - 企画製作: アミューズ

### 2006年～
以降、大和ハウス工業がコンサート以外の冠スポンサー（特別協賛）となっている。
- ダイワハウス Special 地球ゴージャスプロデュース公演VOL.8『HUMANITY THE MUSICAL 〜モモタロウと愉快な仲間たち〜』（2006年）
「桃太郎」をベースにした、47人の出演者による大規模なミュージカル。同年4月からは日本テレビ系列で「地球ゴージャスな夜」と題した事前番組も放送された。2007年にDVDが通販限定の後に一般発売された。映像はWOWOWで放送されたものと同じだが、岸谷・寺脇によるオーディオコメンタリーが収録された。
  - 共演：唐沢寿明、戸田恵子、高橋由美子、植木豪（PaniCrew）、蘭香レア ほか
  - 衣裳デザイン：山本寛斎
  - 主催：日本テレビ（東京公演）、読売テレビ・FM802（大阪公演）
  - 特別協賛：大和ハウス工業
  - 制作協力：ネルケプランニング
  - 制作：アミューズ

- ダイワハウス Special 地球ゴージャスプロデュース公演VOL.9『ささやき色のあの日たち』（2007年）
スケジュールの都合により寺脇が不参加となる初の公演。ヒロイン役は当初は藤原紀香だったが、藤原もスケジュールの都合が合わずに降板している。
  - 共演：北村一輝、山口紗弥加、須藤理彩  ほか
  - 主催：日本テレビ
  - 提携：Bunkamura
  - 特別協賛：大和ハウス工業
  - 制作協力：ネルケプランニング
  - 制作：アミューズ

- ダイワハウス Special 地球ゴージャスプロデュース公演VOL.10『星の大地に降る涙』（2009年）
テーマソングはEXILE「愛すべき未来へ」。三浦春馬の初舞台初主演作。
  - 共演：木村佳乃、三浦春馬、音尾琢真（TEAM NACS） ほか
  - 主催：アミューズ・TBS
  - 特別協賛：大和ハウス工業
  - 企画・製作：アミューズ・ネルケプランニング

- ダイワハウス Special 地球ゴージャスプロデュース公演VOL.11『X day』（2010年）
共演：中川晃教、陽月華、藤林美沙、森公美子 ほか
  - 特別協賛：大和ハウス工業
  - 企画・製作：アミューズ・ネルケプランニング

- ダイワハウス Special 地球ゴージャスプロデュース公演 VOL.12『海盗セブン』（2012年）
  - 共演：大地真央、三浦春馬、森公美子、施鐘泰(JONTE)、小野武彦 ほか

- ダイワハウス Special 地球ゴージャスプロデュース公演VOL.13『クザリアーナの翼』（2014年）
  - 共演：中村雅俊、風間俊介、山本裕典、宮澤佐江（SNH48）、佐藤江梨子、湖月わたる ほか
  - 特別協賛：大和ハウス工業
  - 企画・製作：アミューズ

- 地球ゴージャス 20th Anniversary Gala Concert（2015年）
20周年記念に1日限定で行われたガラコンサート。過去作品から選りすぐりのパフォーマンスを披露した。
  - 共演：植木豪（PaniCrew）、湖月わたる、施鐘泰(JONTE)、大地真央、戸田恵子、中川晃教、藤林美沙、三浦春馬、宮澤佐江、森公美子、YU-KI（TRF） ほか

- ダイワハウス Special 地球ゴージャスプロデュース公演VOL.14『The Love Bugs』（2016年）
  - 共演：城田優、蘭寿とむ、大原櫻子、平間壮一、マルシア ほか
  - 特別協賛：大和ハウス工業
  - 企画・製作：アミューズ

- ダイワハウス Special 地球ゴージャスプロデュース公演Vol.15『ZEROTOPIA』（2018年）
  - 共演：柚希礼音、西川貴教、新田真剣佑、宮澤佐江、花澤香菜、藤林美沙、原田薫、大村俊介(SHUN)、水田航生、植原卓也 ほか
  - 特別協賛：大和ハウス工業株式会社
  - 企画・製作：アミューズ

- ダイワハウス Special 地球ゴージャス二十五周年祝祭公演『星の大地に降る涙 THE MUSICAL』（2020年）
結成25周年を迎えた地球ゴージャスの祝祭公演として、全15作品の中でも高い人気を誇る『星の大地に降る涙』のミュージカル要素をパワーアップして上演。しかし新型コロナウイルス感染の拡大に伴う緊急事態宣言発令の影響で、東京公演一部中止、大阪公演が全公演中止となり千穐楽を迎えることができなかった。6月20日にWOWOWで公演がライブ配信されたほか、2021年2月には地球ゴージャス初のブルーレイが発売された[4]。
公演中止に際し、主宰の岸谷は公式サイト上で「消えた千穐楽」という悲しみつつも前向きに立ち向かうコメントをだしている[5]。
  - 共演：新田真剣佑、笹本玲奈、松本利夫（EXILE）、湖月わたる、愛加あゆ、島ゆいか、森公美子 ほか
  - 主催：アミューズ・TBS
  - 特別協賛：大和ハウス工業
  - 企画・製作：アミューズ・ネルケプランニング

- Daiwa House Special Broadway Musical『The PROM』produced by 地球ゴージャス（2021年）
  - 共演：葵わかな、三吉彩花、大黒摩季、草刈民代、保坂知寿、霧矢大夢、佐賀龍彦（LE VELVETS）、TAKE（Skoop On Somebody） ほか[6]

- Daiwa House Special 音楽劇『クラウディア』produced by 地球ゴージャス（2022年）
2004年に初演、2005年にはアンコール公演が上演された「クラウディア」が18年ぶりに再演された[7]。
  - 共演：大野拓朗、甲斐翔真、廣瀬友祐、小栗基裕、田村芽実、門山葉子、美弥るりか、上山竜治、中河内雅貴、平間壮一、新原泰佑、湖月わたる ほか
  - 主題歌：サザンオールスターズ「FRIENDS」
  - 衣裳：山本寛斎事務所
  - 特別協賛：大和ハウス工業
  - 主催・企画・製作：アミューズ

- Daiwa House Special 地球ゴージャス三十周年記念公演『儚き光のラプソディ』（2024年）
  - 共演：中川大志、風間俊介、鈴木福、三浦涼介、佐奈宏紀、保坂知寿 ほか
  - 特別協賛：大和ハウス工業
  - 企画・製作：アミューズ

## 出演
岸谷・寺脇が単独出演する物については、各個人の項を参照。

### テレビ番組
- 地球ゴージャスな夜（2006年4月 - 5月、日本テレビ・よみうりテレビ）